# Josep Maria Mauri
Josep Maria Mauri i Prior (21 de outubro de 1941) é um sacerdote Católico espanhol da região da Catalunha e atual representante do Co-Príncipe Episcopal de Andorra, Arcebispo Joan Enric Vives i Sicília.

## Biografia
Nasceu em 1941 em Pallars Jussà, Espanha, foi ordenado sacerdote em 1965. Estudou Filosofia e Teologia no Seminário de Urgell e é formado em História Eclesiástica pela Pontifícia Universidade Gregoriana de Roma e em Filosofia e Letras (Seção de História Geral) pela Universidade de Barcelona. De 1994 a 2002 foi Delegado Episcopal para a Caridade e Ação Social e para a Caritas Diocesana de Urgell. E de 1997 a 2003 foi reitor e arcipreste de Tremp. Desde 2003, atuava como Vigário Episcopal para Assuntos Econômicos e Tesoureiro da diocese, cônego de La Seu d'Urgell, membro do Conselho Presbiteral e do Colégio de Consultores de Urgell e delegado diocesano para o Patrimônio Cultural.
Em 2010, ele foi nomeado Vigário-geral da Diocese de Urgel e vice representante episcopal do Co-Princípe, Nemesi Marqués Oste. Em 20 de julho de 2012 ele assumiu o cargo de Representante Episcopal de Andorra.
Em junho de 2016, o Papa Francisco concedeu-lhe a dignidade de Capelão de Sua Santidade, que lhe traz consigo o título de Monsenhor. Este título foi conferido a ele pelo Arcebispo Vives em 18 de junho, em uma cerimônia no Palácio Episcopal.